# Schanstoren van Arcen
De schanstoren is een restant van de vestingwerken van Arcen en ligt aan de zuidwestkant van het dorp.

## Geschiedenis
In de 14e of 15e eeuw de toren gebouwd en omvat een vierkante traptoren die onderdeel was van een grotere verdedigingstoren.
In 1635 raakte de toren bij een belegering zwaar beschadigd, waarna hij nooit werd teruggebracht in de originele staat. 
Vanaf 1969 is het restant een rijksmonument.
Hoewel de toren in de jaren zeventig nog was gerestaureerd, onderging de toren in 2011 opnieuw een grondige restauratie. De reden daarvan is, dat bij de laatste restauratie de voegen niet volledig goed waren aangebracht, waardoor er scheuren in de toren zijn ontstaan. Opmerkelijk genoeg zijn de oorspronkelijke voegen uit de Middeleeuwen nog geheel intact. De waterkering die in Arcen wordt ontwikkeld ter afdoende bescherming tegen hoog water van de Maas, houdt rekening met de bijzondere positie van de schanstoren.